# サンリブシティ小倉
サンリブシティ小倉（サンリブシティこくら）は、福岡県北九州市小倉南区上葛原にあり、株式会社サンリブが運営している大型ショッピングセンターである。

## 概要
上葛原土地区画整理事業地内に2005年（平成17年）4月2日開業した。九州自動車道・小倉東ICに近く、隣接する上葛原第二土地区画整理事業地区と合わせ、コジマ×ビックカメラやニトリ、ナフコなどの郊外型店舗が集積する地区になっている。
2005年（平成17年）7月1日福岡リート投資法人が土地・建物を取得した。
また、2010年にはサンリブ本社が小倉北区金田より当SCに移転している。このため、グループの「総本店」「旗艦店」的扱いを受けていて、北九州・筑豊エリアを担当するネットスーパーの受付窓口（北九州店）もここに置かれている。
その後2021年3月にはサンリブ本社はベイサイドプラザ若松の別館へ移転している。

## 主なテナント
専門店街は「SKiP（すきっぷ）モール」と名づけられている。テナントの分類は公式サイトに依った。
| カテゴリー   | 1F | 2F                                                                                   |
| ------------ | --- | ------------------------------------------------------------------------------------ |
| ファッション | - アースミュージック - HUSHUSH - studio CLIP - COMME CA ISM | - TAKA:Q - THE SHOP TK MIXPICE - Right-on - BRANSHES                                 |
| フード       | - 餃子の王将 - かば田 - 山吹かまぼこ - からあげの店 唐十 - 湖月堂 - ひよ子 - Mannekenpis - スターバックス - カルディコーヒーファーム - ミスタードーナツ - サーティワンアイスクリーム - モスバーガー - ワールドキッチンスタジアム アレッタ | - マクドナルド - 築地銀だこ - 丸亀製麺 - リンガーハット - ケンタッキーフライドチキン |
| グッズ       | - 無印良品 - インキューブ - Zoff | - ダイソー - tutuanna - ABC-MART - ビジョンメガネ - Sanrio GIFT GATE - CAMPUS        |
| サービス     | - ココカラファイン - SoftBankサンリブシティ小倉 - auショップサンリブシティ小倉 - マキシム（美容室） - QBハウス - カメラのキタムラ | - 楽市楽座 - カルチャーセンター JEUGIA                                               |

### 撤退した主なテナント
- ABCコスメ
- BREEZE
- Sports StatuX（現在はサンリブ直営売場2F内のスポーツ用品コーナー扱い）

## 施設
- 建物：地上3階建+屋上（店舗1・2階、駐車場1・3・R階）
- 延床面積：58,642.38m2

## 営業時間
- ショップ（一部除く）：9:30 - 22:00
- レストラン（一部除く）：11:00 - 22:00

※営業時間は一部店舗により異なる。

## 交通アクセス

### 自家用車
- 九州自動車道小倉東インターチェンジ
- 北九州高速1号線横代出入口

### 鉄道
- JR日豊本線 安部山公園駅

### バス
- 西鉄バス サンリブシティ小倉バス停

## 周辺施設等
- 安部山公園
- ニトリ小倉東インター店
- コジマ×ビックカメラ小倉店
- スポーツデポ小倉東インター店
- ナフコ小倉南店
- イズミ・ゆめマート小倉東店
- 資さん本社・本店
- 朝日プリンテック北九州工場
- 北九州市立湯川中学校